# Fraude à la loi
En droit, la notion de « fraude à la loi » désigne la manipulation d'une situation juridique dans le but de transgresser une loi dans son esprit ou dans sa lettre.
Les éléments constitutifs d'une fraude à la loi sont :
- la mauvaise foi ;
- l'utilisation d'un dispositif juridique dévié de sa finalité.

## Applications
- En droit international privé, la fraude à la loi a généralement pour but de contourner les règles classiques d'attribution de compétence légale, c'est-à-dire de choisir le tribunal compétent[1].
- En droit de la famille, la fraude à la loi peut aussi consister en une déclaration mensongère ayant pour but l'établissement d'une fausse filiation[2].

## Pour en savoir plus